# چوملو
چوملو(به کردی: چۆمەڵوو، Çomellû) روستایی از توابع بخش زیویه در شهرستان سقز است که در استان کردستان ایران قرار دارد.

## جمعیت
این روستا در دهستان گل‌تپه واقع شده و براساس سرشماری سال ۱۳۸۵، جمعیت آن ۴۷۹ نفر (۹۰ خانوار) بوده‌است.